# オカメインコ
オカメインコ（Nymphicus hollandicus）は、オウム目オウム科に分類される鳥類の一種。

## 概要
オカメインコは名前に「インコ」とあるが、インコではなくオウム目オウム科に属するオウムである。オウムの仲間では最小。オーストラリアに広く分布し、群生する。
和名「阿亀鸚哥・片福面鸚哥」は、頬にある橙色のチークパッチ（斑点）をおかめの面になぞらえたものである。
尾羽を含めた全長は鳩などと同じくらいで、身体そのものの大きさはヒヨドリなどと同程度である。全長の半分を占める尾羽と、頭頂部にある冠羽が特徴。
冠羽は精神状態によって立てたり寝かせたりする。驚きや緊張を感じた時や危険を察知した状態では立ち、リラックスした状態では寝ていることが多い。
飼い鳥として日本でもポピュラーな種である。高い知能を有し、雛から育てた場合は人によく懐く。セキセイインコやジュウシマツなど、おとなしい他種の鳥であれば共に飼育することが可能である。また容易に繁殖する。

### 雌雄の判別
オス・メスの判断は主に尻尾の模様の有無や顔の模様で、ルチノー種（黒色色素の欠乏したもの。足や嘴は肌色で、赤目となる）の場合は尾にある黄色の縞模様のみで判断する。パイド（純白の色抜けがあるもの）などでは外見上からは雌雄の識別は難しい。通常、少しかがんだ体勢で見上げるようなポーズ（抱卵の体勢に近いポーズ）から、勢いよく数歩前に歩き、鳴き真似もしくは鳥本来の独特の鳴き声を出す方がオスである。メスにもオスと同じく鳴き真似をする個体はいるが、この独特のしぐさで歩き回らないため、容易に判別が可能である。プロのペットショップによる判別方法も、多くは個体の動きを観察する方法によっている。
この他の手法としては、羽毛や血液によるDNA性別鑑定を実施することで判定が可能。日本国内での費用は5,000円から8,000円ほどかかるが、海外に直接依頼する場合は3,000円程度で可能である。他にも親鳥の品種と子供の品種から遺伝法則により雌雄が区別できることもある。オスは口笛のまねが得意である。

### 寿命
オカメインコの平均的な寿命は15年から20年以上。また、ルチノー種は他の品種と比較したところ長生きの傾向にある。

### 価格
ペットショップにおける生体の販売価格は10,000円から50,000円程度で、店によって著しい差がある。品種は10種以上存在するものの、鳥類以外を主とするペットショップでは2~3種類程度しか取り扱われていないことが多い。日本国内でも飼育されている歴史が比較的長く、簡単に巣引きできるため、中型インコとしては比較的安価ではある。

## ペットとしての歴史
オカメインコはオーストラリアの内陸部に群れをつくって生息しているが、イギリス人が本国に持ち帰りペットとして広まったのが200年ほど前である。
学名の「Nymphcus hollandicus」はオーストラリアを初めて本格的に調査したオランダ人がオーストラリアを「ニュー・オランダ」と名付けたことから、「Psittacus novae-hollandiae（ニュー・オランダのオウム）」と呼んでいたものを1832年にドイツのヨハン・ワーグラーにより「ニュー・オランダの妖精」という意味で付けられた 。
英名の「Cockatiel」（コッカティル）は1845年にヨーロッパでペット目的の繁殖が行われた時に、ペット業者がポルトガル語の「Cacatilho」（小さなオウム）を元に名付けたとされる 。
品種改良は1950年頃にパイドが報告されたのを始め、現在では組み合わせで何種類もある。
日本には明治末期の1910年代に輸入され、ペットとしての歴史は長いが原種の色合いが地味なことから同じオーストラリア産のセキセイインコなどと比べると全く普及せず、1960年代頃までセキセイインコの10倍以上の価格が付けられていた。しかし、ルチノーなどの品種が開発されると徐々に人気が上がり、現在ではペットショップで普通に見かけるほどになった。近年では鳥インフルエンザの発生により、生産コストが上がったため、価格は再び上昇気味である。

## 成長過程

### 産卵
春と秋に親鳥雌雄が共同して巣を作り、雌が巣に産卵する。通常1日置きに4個から7個の卵を産む。卵の大きさはウズラの卵より一回り小さい程度で白色。雌が夜、雄が昼に交代で抱卵し、日に数回餌を摂るために巣から離れる。抱卵の時期は粟玉などの栄養価の高いものは控える。栄養が豊富にあると発情し抱卵を止めてしまい、交尾が始まる可能性がある。

### 孵化

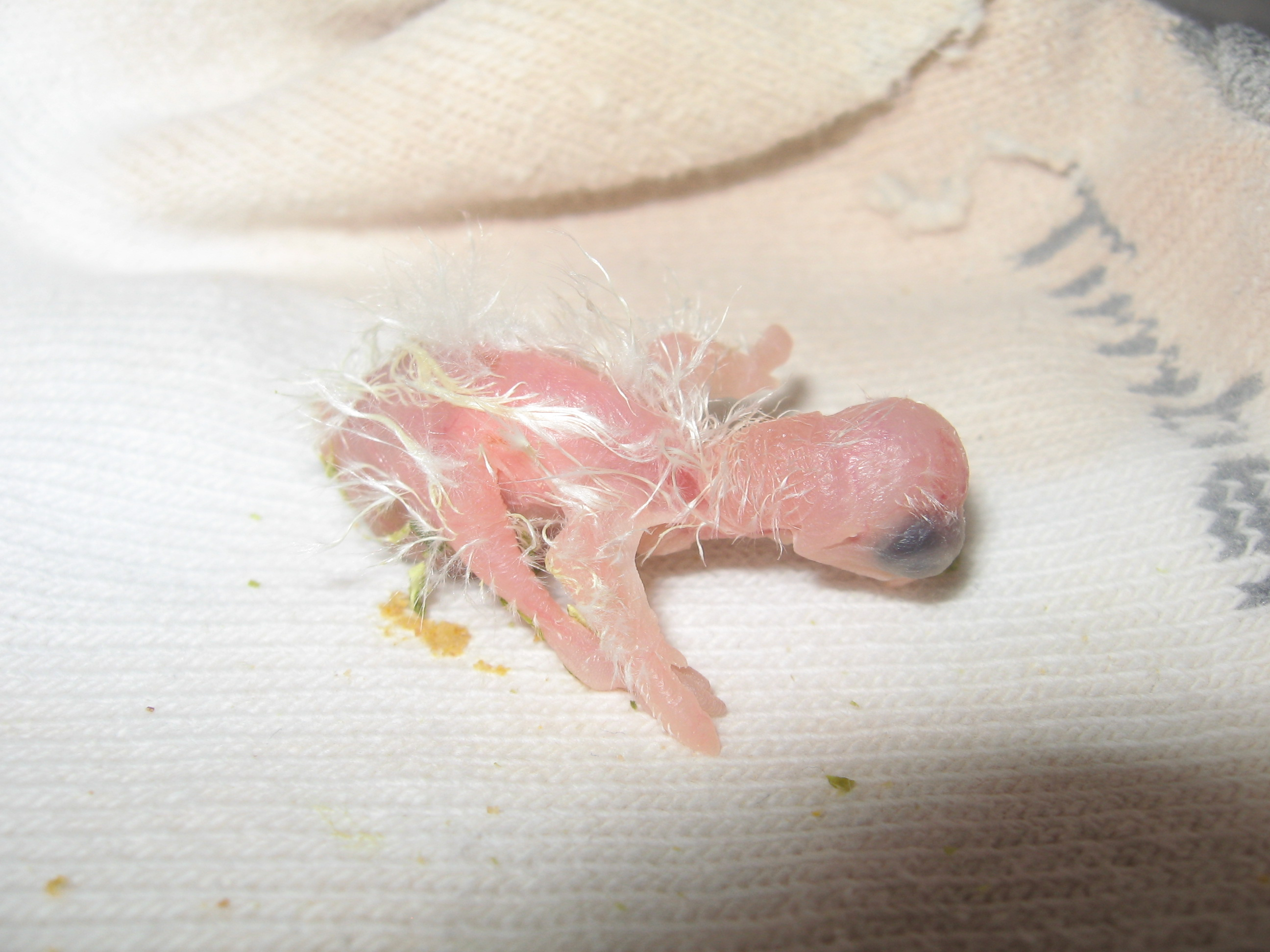
孵化1日目のヒナ

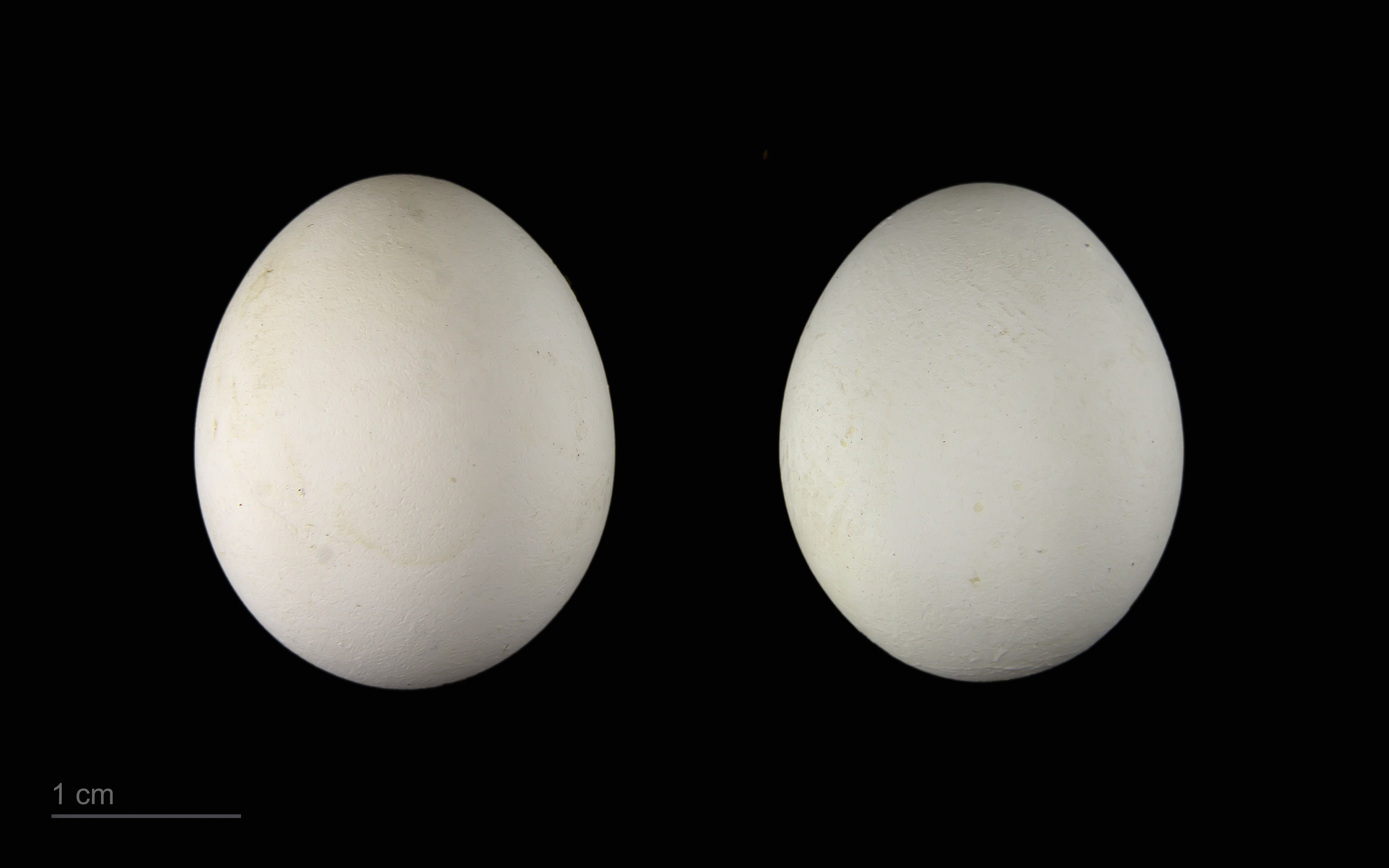
Nymphicus hollandicus

抱卵してから18日から21日程度で孵化する。孵化したばかりの雛はおおよそ4g。抱卵の状態にもよるが、毎日もしくは1日置きに孵化する。孵化は通常朝方。

### 生後3週間

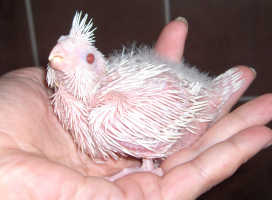
孵化3週目のヒナ

雛は孵化当初は「チッチッチッチ」、生後10日程度になると「ジャー、ジャー」と鳴きながら餌をねだる。親鳥は餌を食べて巣箱に戻り雛に餌を戻して口移しで餌を与える。オカメインコを手乗りとして育てたい場合には、生後18日から21日頃に巣箱から取り出し、以降は人の手で挿し餌をするとよい。この期間であれば、まだ雛があまり人間を恐れておらず、また人間が比較的容易に育てられるくらいに成長しているからである。

### 生後数か月
親鳥が育てた場合、生後6週間前後に巣立ちをするが、生後2ヶ月くらいまでは親に餌をもらう。挿し餌で育てる場合もこれに合わせ、なるべく2か月から2か月半までに自ら餌を摂れるようにする。長く挿し餌を続けると素嚢の中にカビが生え病気になる可能性が高くなるからである。なお、オカメインコは一人餌への移行は難しい部類であるので、ペットショップから購入する場合やブリーダーに譲ってもらう場合は、なるべくなら自分で餌を食べられるようになった個体を選ぶべきである。

### 成鳥
生後半年も経てば雄の顔の羽の色はまばらに黄色になり、オス鳴きをはじめ雌雄の区別が容易になる（ただし種類によっては識別困難な事もある）。雌は尾の裏側に波状の模様がある。オカメインコの1歳は人間では18歳程度であり繁殖が可能となる。寿命は15年から25年程度で稀に30年を超える物もいる。

## 飼育
オカメインコは人に馴れ易い。そのため雛の状態で販売されている。孵化後2か月経つとほぼ親と同じぐらい大きくなる。人に馴れている個体の場合は雛から育てなくても手乗りになることも可能である。

### 鳴き声・声真似
- オスは機嫌がいいと囀るが、時に非常にうるさいほど鳴き叫ぶことがある。
- メスは普段おとなしい個体が多いが、飼い主の気を引くために大声を出す場合もある。
- 手乗りの場合飼い主に要求したり、気を引くために鳴く個体が多い。
- オスは短い単語を数語であれば覚えてしゃべる場合もあるが多くの場合飼い主以外には言葉としては聞こえない。口笛の方を得意としている。
- 部屋に誰もいないとき飼い主を呼ぶため大声で鳴き叫ぶ場合がある。

### 行動
- 綿棒や落ちた尾、粟穂などで遊ぶ。
- 良く慣れた手乗り以外では、人を怖がる個体が多い。
- 猫のように頭や首筋を掻いてもらうことを好み、人に慣れている場合は頭を下げて要求する。オカメインコ同士でも、仲が良ければお互いに掻き合う。
- 床を歩くことが大好きで、ケージから出してやると、床を歩くことが多い。
- 覚えた歌をアレンジして歌うことがある。

### 餌
- 粟、稗、黍、カナリーシードを主とし、ソバの実、オーツ麦を適度に配合する。
- ヒマワリの種や麻の実など脂肪分が高いものを好むが繁殖期や冬季などに必要に応じて与える。
- ペレットは総合栄養食として優れている。ただし、着色されたペレットを与えるとフンまで着色され、フンによる健康管理が困難になるので注意。また種子食のオカメインコをペレット食にさせるのは、一般に着色や風味付けが無いと困難である。
- 種子を主食とする場合は、ビタミンやカルシウムを多く含む小松菜などの青菜を毎日与える必要がある。
- ボレー粉、カトルボーン（イカの甲）はカルシウム摂取のために与えた方がよい。特に産卵期には必須。
- 一般にオカメインコ用として発売されている餌の中には、オカメインコが好むよう、脂肪分が多いものをたくさん入れているものもある。これにより肥満や不要な発情を招くことがあるので注意が必要である。

### オカメパニック（Night Frights）
大人しく繊細な性格のオカメインコは、夜中に大きい物音がしたり地震が発生した時など、驚いてケージの中で闇雲に飛び回ることがある（夜間だけでなく、日中においても外を飛ぶ野鳥の姿に驚いて同様な状態になることがある）。このことを日本では「オカメパニック」、英語ではNight Frights（夜の恐怖）と呼ばれている。朝起きて羽が下に落ちている、怪我をしているというようなことがあれば、夜の間にこの現象が起きた可能性が高い。対策としては常夜灯をつけておいて部屋を真っ暗にしないこと、飼い主が起きて優しく声をかけてやることなどがある。

### 飼育に関しての注意
- 脂粉
羽元から粉がたくさん出て空気中に散らばる。そのため喘息など気管支系に問題がある人は、飼育に適さない。
- しつけ
根気良く教えれば芸を覚える個体もいるが、覚えない個体のほうが多い。
- フン
フンは、通常健康ならば深緑色か茶色に少し白色（クリーム色）が付いていた固体状である。ただし、着色されたペレットを与えている場合はフンも着色されることがある。緊張するとフンの量は増え、増えると水分の多いフンをする。形の崩れたものや色の異常なフンを発見した場合には病気の可能性があるため早期に病院に連れて行く必要がある。
- 餌
野生では、アカシアの花や実（別名:ワトルシード）や樹皮、イネ科の草、昆虫などをたべているが、人の飼育環境下では入手性や他の鳥類の飼育に準じて、穀物主体のシード食やペレット食を与えられていることが多い。こういった背景や飼い主の知識不足が原因で、飼育環境下のオカメインコは雑食化しているケースが多い。日本では鳥についての情報もまだまだ乏しいため、ウェブサイトや書籍でも与えてよい物と悪い物が混同されて記述されている場合がある。
加工食品類や炊いたご飯などは素嚢炎になる可能性があるため与えない方がよい。
オカメインコに限らず鳥、特に外来種は犬や猫などに比べると飼われている数が少なく、広く飼われるようになってからの歴史も浅く、他の鳥類の飼育法を準用したものもあるので、誤った情報やあやふやな経験談が多々ある。そのため、何か新しい餌や青菜などを与える際には、できるだけ多くのウェブサイトや書籍で確認したり、鳥についての知識がある獣医師に相談するなど、十分な調査が必要であろう。
- 寂しがりや
野生では集団で暮らしているため、一羽でいると不安がり、飼い主を呼ぶために鳴き叫ぶ。複数飼いが望ましいが、単体で飼う場合は飼い主が長時間接することの出来る環境を整える必要がある。

## 品種
品種は主に体の羽色と模様、顔部分の色で区別される。
- ノーマル Normal
原種。並オカメ、ノーマルグレーなどとも呼ばれる。
- ルチノー Lutino
白オカメとも呼ばれる。1958年にアメリカのフロリダ州で初めてブリードされた。性染色体劣性遺伝。メラニン色素（灰色）が欠けているため、身体は白みがかった黄色となっている。虹彩も無色のため、眼底の血液の色が透け、瞳孔とともに淡紅色となる。頭頂部の羽（冠羽で隠れる部分）は薄いか、全く生えてない個体が多い。ノーマルと共に多く流通している。
- パール Pearl
1967年に西ドイツで確立された。羽の1枚1枚が部分的にメラニン色素が抜け、パール（水玉）模様になった品種。性染色体劣性遺伝。雄は成長するにつれてパール模様が少なくなったり、完全に消えたりする。雌はパール模様が残る。
- パイド Pied
ノーマルの灰色部分がランダムに抜けてパイド（まだら）状になった品種。常染色体劣性遺伝。くちばしと脚も肌色に近い。一部地域ではパールと混同しているが、パイドとパールは全く別の品種である。左右対称に抜けた個体はリバースと呼ばれる。色の抜け落ち具合によって以下の4種類に細分化される。
  - ライトパイド - 色抜けした面積が30%未満の品種。
  - ミディアムパイド - 30から70%色抜けした品種。
  - ヘビーパイド - 70%から90%色抜けした品種。
  - クリアパイド - 完全に色抜けした品種。ルチノーに似るが、虹彩の色素は抜けていないため瞳が黒い。
- シナモン Cinnamon
イザベル（Isabelle）とも呼ばれる。1960年代後半にベルギーで確立。性染色体劣性遺伝。メラニン色素が茶色く変異し、ノーマルの灰色部分がシナモンブラウン（茶色）のように見える品種。
- ホワイトフェイス Whiteface
WFの略称でも表記され、頬白オカメとも呼ばれる。1969年にオランダで確立。常染色体劣性遺伝。黄色の色素が無くなり、ノーマルの黄色の羽と橙色のチークパッチが白くなった品種。
- パステルフェイス Pastelface
PFの略称でも表記される。1989年にイギリスで発見される。ノーマルの黄色の羽と橙色のチークパッチの色合いが薄い品種。
- セックスリンクドイエローチーク Sex Linked Yellow Cheek
SLYCの略称でも表記され、イエローフェイスとも呼ばれる。ノーマルのチークパッチの色が黄色みを増した品種。
- ドミナントイエローチーク Dominant Yellow Cheek
DYCの略称でも表記される。
- エメラルド Emerald
オリーブ（Olive）とも呼ばれる。1980年代のアメリカで確立。ノーマルの灰色部分が緑がかったように見える品種。
- レセッシヴシルバー Recessive Silver
1979年にイギリスで確立。
- ファロー Fallow
1971年にアメリカのフロリダ州で確立。ノーマルのメラニン色素（灰色）が薄い品種。虹彩の色素がないため、瞳孔とともに淡紅色となる。
- ドミナントシルバー Dominant Silver
優性シルバーとも呼ばれる。1979年にイギリスで確立。常染色体優性遺伝または常染色体中間遺伝。ノーマルが全体的に白みがかった品種。遺伝子を2つ持つダブルファクター（DF）、1つのみのシングルファクター（SF）がおり、前者の方が白みが強い。
- プラチナシルバー
オーストラリアのみに存在。

別々の品種を掛け合わせた雑種も多数存在しており、それぞれの品種名を連ねた名前で表記される（例「ホワイトフェイス・パイド・パール」）。
- ホワイトフェイス・ルチノー
ルチノーにホワイトフェイスの特徴が現れた品種。全身が真っ白になっている。アルビノと呼ばれることもあるが、正しい表現ではない。本来のアルビノは突然変異により完全に色素を失った種類であるが、オカメインコでこの存在は正確には確認されていない。

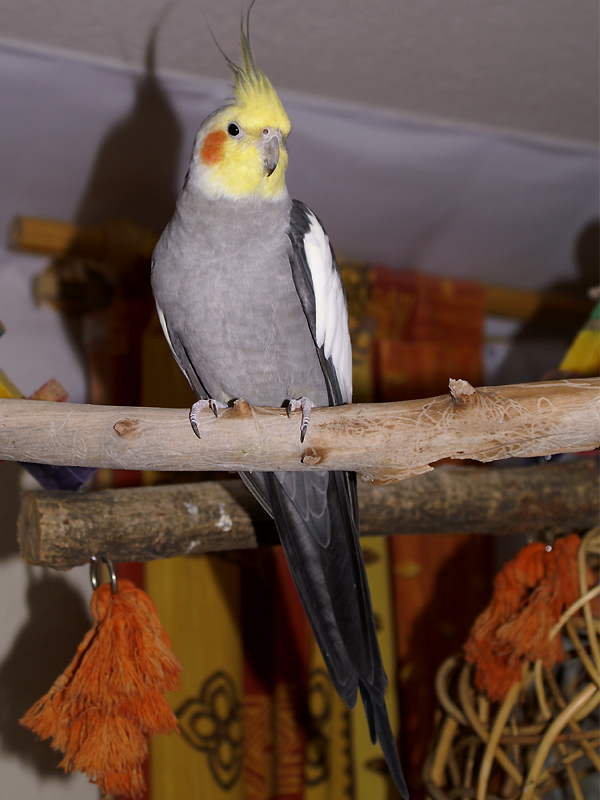
ノーマルのオス
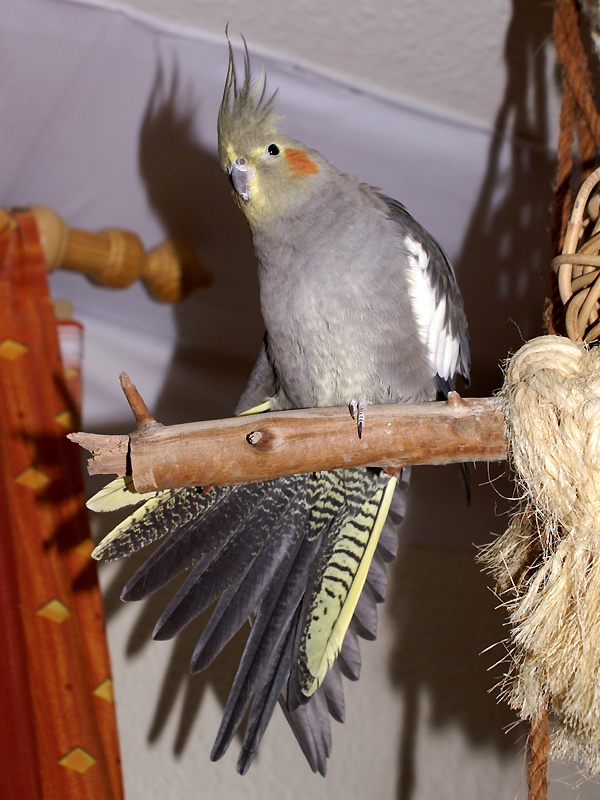
ノーマルのメス
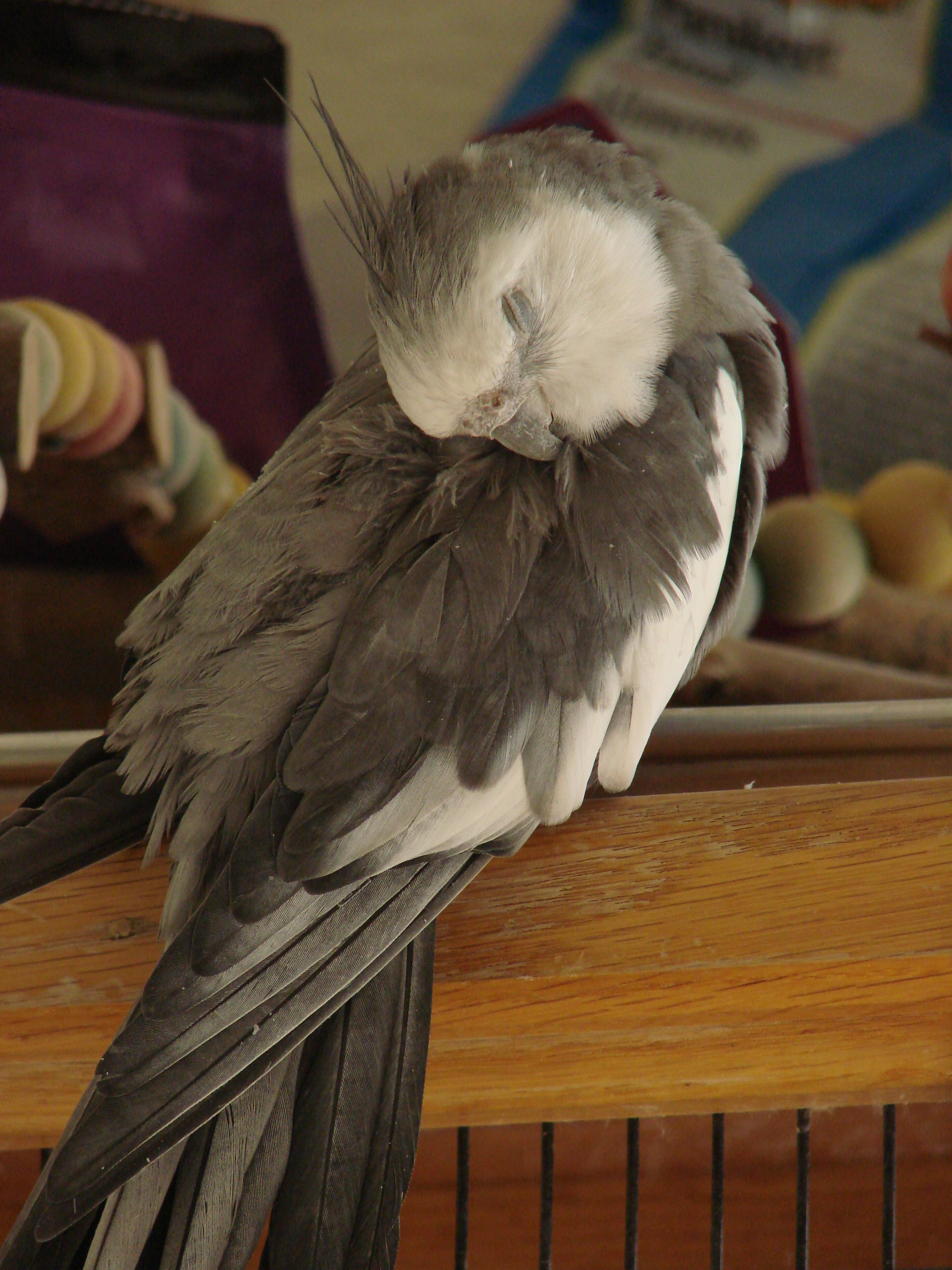
ホワイトフェイスのオス
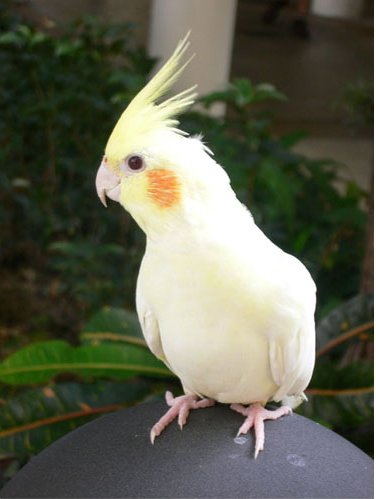
ルチノーのメス
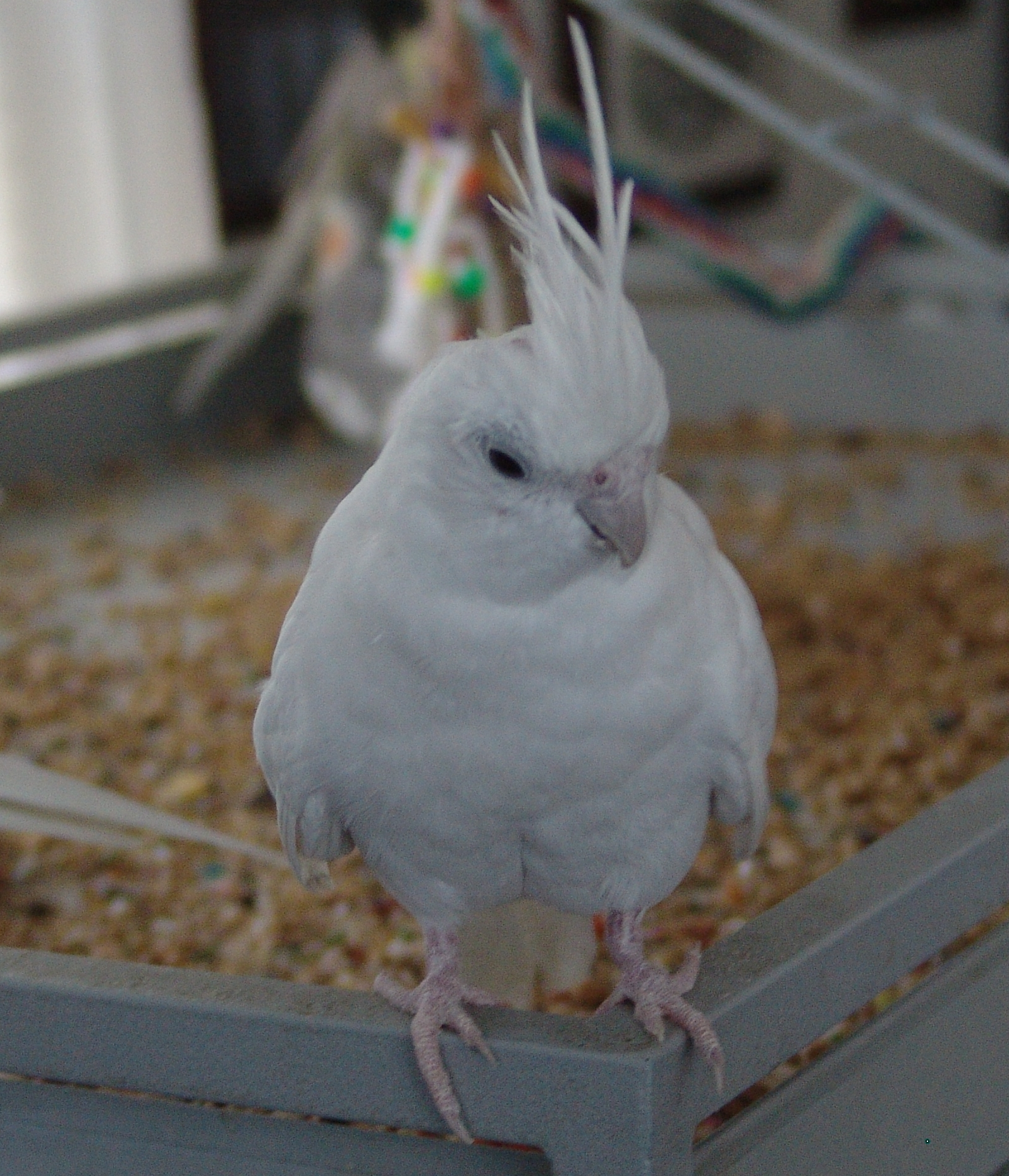
ホワイトフェイス・ルチノー
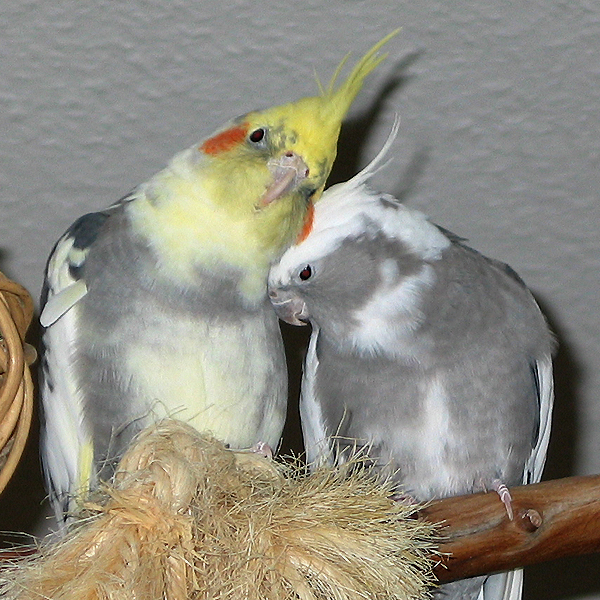
パイドのオス（左）とホワイトフェイス・パイドのメス（右）
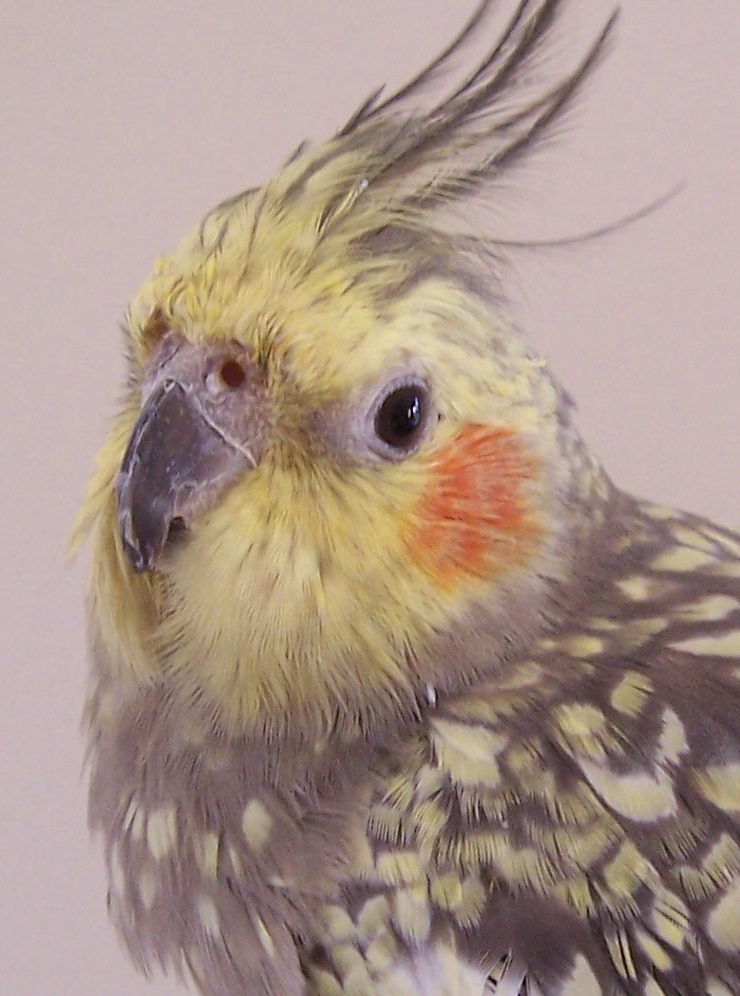
パールのオス
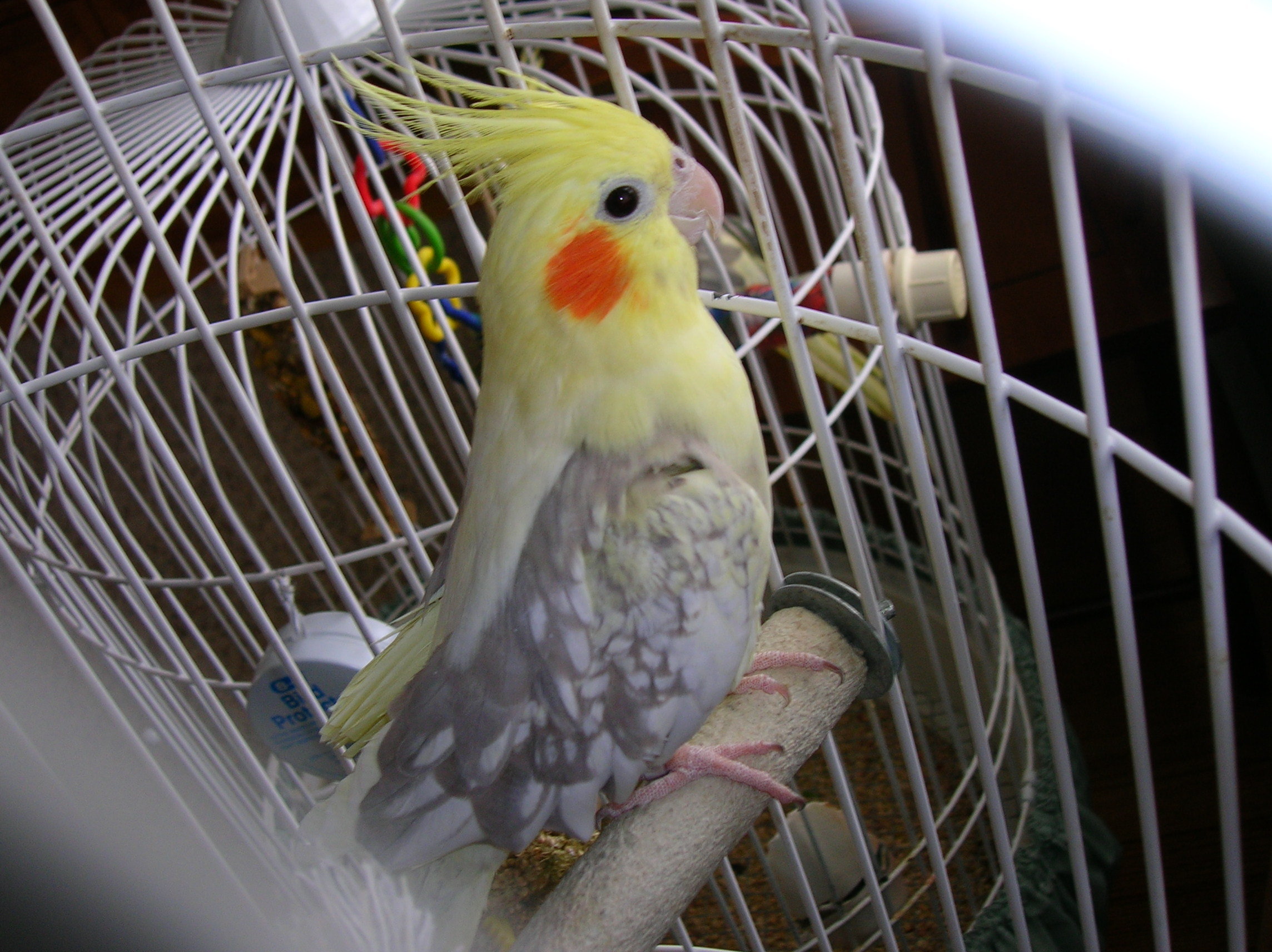
パイド・パールのメス